# Alto de la Bandera
El Alto de la Bandera, de 2842 metros, es el cuarto pico más alto de la isla de la República Dominicana. Está dentro del Parque nacional Valle Nuevo, provincia de La Vega, República Dominicana. Es un volcán extinto. Se dice que su caldera fue un valle que se llama Valle Encantado, que es el centro de varias leyendas extraordinarias.

## Descripción
Hasta el siglo XX la montaña fue conocida como el Pico de Sabana Alta. Durante la ocupación norteamericana de 1916 a 1924 varios equipos topográficos exploraron y triangularon puntos geodésicos en Valle Nuevo. Para lograr visibilidad en estos puntos, se alzaron señuelos y banderas. El Pico de Sabana Alta quedó rebautizado como Alto de la bandera debido a estas exploraciones topográficas.
Debido a su cercanía a la ciudad de Santo Domingo (104 kilómetros en línea recta), tiene en su cumbre y alrededores a 14 torres con más 44 antenas de telecomunicaciones, incluyendo los equipos de comunicaciones utilizados para el Control del Tránsito Aéreo de la República Dominicana.
Hay además una carretera que lleva casi hasta su cumbre, que surge de la estación de Rancho Enmedio del Ministerio Medio Ambiente y Recursos Naturales de República Dominicana.